# Athol Trollip
Roland Athol Price Trollip (né le 12 mars 1964) est un homme politique sud-africain, membre de l'Alliance démocratique (DA) de 2000 à 2019 puis de ActionSA dont il est le chef provincial pour le Cap-Oriental depuis février 2022.
Après avoir été membre de l'assemblée provinciale du Cap-Oriental (1999-2009), membre de l'assemblée nationale du parlement (2009 à 2013) et chef de l'opposition parlementaire de 2009 à 2011, il est  membre de l'assemblée provinciale du Cap-Oriental (de 2013 à 2016) et chef de l'alliance démocratique dans la province du Cap-Oriental (2002-2017). Président fédéral de l'Alliance démocratique de mai 2015 au 23 octobre 2019, il est élu maire de la métropole Nelson Mandela Bay (Port Elizabeth, Uitenhage et Despatch), le 18 août 2016.

## Biographie
Athol Trollip est né à Bedford dans la région orientale de la province du Cap, au sein d'une famille connue pour son engagement politique. Son grand-père avait été député et membre du parti uni et son père fut candidat pour le parti progressiste fédéral au conseil provincial et un élu du district de Smaldeel.
Après ses études à Port Elizabeth puis à l'université du Natal à Pietermaritzburg, Athol Trollip part travailler quelque temps comme apprenti sur des fermes en Australie, Nouvelle-Zélande et Écosse. 
Engagé au parti démocratique, Athol Trollip est élu en 1995 au sein du comité exécutif du district municipal d'Amathole. En 1999, il est élu à l'assemblée provinciale du Cap-Oriental. Il tente en 2007 de succéder à Tony Leon en tant que chef national de la DA mais s'incline devant Helen Zille. 
En 2009, il est élu à l'assemblée nationale du parlement, chef du groupe parlementaire de la DA et chef de l'opposition parlementaire. Le 27 octobre 2011, candidat à sa succession, il est défait et contraint de céder cette fonction à Lindiwe Mazibuko.
En 2013, il retourne siéger à l'assemblée provinciale du Cap-Oriental où il est réélu lors des élections générales sud-africaines de 2014.
En mai 2015, il est élu à la présidence fédérale de l'Alliance démocratique. 
Lors des élections municipales sud-africaines de 2016, il est tête de liste de la DA dans la métropole Nelson Mandela Bay qu'il remporte avec 46,7 % des voix face au maire sortant de l'ANC, Danny Jordaan (40,9 % des voix). Après avoir constitué une coalition avec de petits partis pour obtenir une majorité en sièges, il est élu maire de Nelson Mandela Bay par 67 des 120 conseillers municipaux de la métropole.
En aout 2018, Trollip est renversé par une coalition entre l'ANC, les Economic Freedom Fighters et l'UDM en l'absence de représentants au conseil des élus de l'Alliance démocratique et de leurs alliés. Mongameli Bobani (UDM) est alors élu maire mais le vote est contesté par la DA estimant que le quorum nécessaire en séance, permettant le vote d'une motion de censure, n'était pas atteint. Le 20 septembre 2018, le recours en urgence déposé par Trollip est rejeté en 1re instance.
Il démissionne de ses fonctions de président de l'Alliance démocratique à la suite de la démission de son allié Mmusi Maimane de la direction du parti et quitte également l'Alliance démocratique. Il rejoint ActionSA en 2022 et en devient le chef pour la province du Cap-Oriental.